# Thaleia
Thaleia là một chi ốc biển nhỏ, là động vật thân mềm chân bụng sống ở biển trong họ Rissoidae.

## Các loài
Các loài trong chi Thaleia gồm có:
- Thaleia nisonis (Dall, 1889)[2]